# 高碩泰
高碩泰（英語：Stanley Kao；1953年5月16日—），中華民國外交官。前中华民国驻美代表。

## 早期生活
高碩泰在1953年5月16日出生於台北，1975年獲國立臺灣大學政治學士學位、1980年獲國立政治大學外交研究所碩士學位。

## 職業生涯
1980年，高碩泰從政大畢業後開始在外交部工作，一開始在美國夏威夷的駐檀香山台北經濟文化辦事處任職，而後調至喬治亞州的駐亞特蘭大代表處。之後，成為駐馬來西亞台北代表處顧問。1996年至1997年間，擔任哈佛大学國際事務中心研究員。2000年，擔任外交部北美司副司長，次年晉升司長。2002年，擔任中華民國常駐世界貿易組織代表團副常任代表。2004年，擔任駐美國代表處副代表。2007年11月，被任命為駐匈牙利代表，並於2008年2月1日上任。2010年，回國轉任外交部國際合作及經濟事務司司長。2013年，被任命為駐義大利大使。2016年5月23日，被任命為駐美大使，於6月5日抵美，在8月2日舉行宣誓儀式，直至2020年7月24日卸任。2021年7月，接任財團法人德富文教基金會董事長，另兼任新光合纖集團資深顧問。

## 榮譽

### 中華民國勳章獎章
- 二等景星勳章（2024年5月13日於總統府頒授）[17]

## 個人生活
高碩泰的妻子是宋小芬，兩人並育有一女。

## 出版書籍
- 《從三等秘書到駐美代表：一個台灣外交官的雜憶》，允晨文化出版

## 外部連結
| 外交職務       | 外交職務                                    | 外交職務      |
| -------------- | ------------------------------------------- | ------------- |
| 中華民國外交部 |                                             |               |
| 前任： 沈呂巡  | 駐美大使 第四任 2016年6月5日－2020年7月23日 | 繼任： 蕭美琴 |